# RAM-диск
RAM-диск (англ. RAM drive, досл.: «накопитель в памяти», «диск в памяти») — программная технология, позволяющая хранить данные в быстродействующей оперативной памяти как на блочном устройстве. Как правило, является составной частью операционной системы, в ряде случаев — это программа стороннего производителя.
Основные достоинства — высокая скорость чтения (измеряется гигабайтами в секунду), высокие показатели IOPS (операций ввода-вывода в секунду) — некоторые образцы оперативной памяти типа DDR3 позволяют достигать более 1 млн IOPS (у дисковых накопителей — 20—300 IOPS, NAND SSD — десятки—сотни тысяч IOPS), отсутствие дополнительных задержек при произвольном доступе, неограниченный ресурс перезаписи (в отличие от флеш-памяти). Среди недостатков — относительно малые ёмкости модулей оперативной памяти, потеря содержимого при отключении питания, высокая стоимость за гигабайт.
В MS-DOS электронный диск реализует драйвер операционной системы RAMDRIVE.SYS, существует также специализированный драйвер COMBI.SYS, созданный для реализации максимально эффективного использования памяти (свободное пространство электронного диска, созданного этой программой, использовалось как кэш для жёсткого диска). В Windows существуют десятки различных сторонних программных реализаций технологии.
Linux реализует четыре вида электронных дисков:
- специализированный архив в формате cpio для размещения модулей для начальной загрузки (initrd);
- файловая система, размещающаяся в памяти tmpfs (используется чаще всего для хранения временных данных, сохранение которых не актуально между перезагрузками и к которым нужен быстрый доступ);
- модуль brd, позволяющий создавать блочные устройства (вида /dev/ram0);
- модуль zram, позволяющий создавать блочные устройства вида /dev/zram0, хранящий данные в памяти в сжатом виде.

Во FreeBSD поддержка электронного диска встроена в базовую систему, реализуется драйвером md(4), настраивается программой mdconfig(8); начиная с FreeBSD 7.0 появилась поддержка tmpfs в одноимённом модуле ядра.